# Rod Pampling
Rod Pampling (Redcliffe, 23 september 1969) is een Australische golfer.

## Professional
Pampling werd in 1994 professional. Zijn eerste overwinning behaalde hij op de Australaziatische PGA Tour in 1999. Daarna speelde hij op de Hooters Tour in Amerika en in 2000 en 2001 speelde hij op de Amerikaanse Buy.com Tour. Eind 2001 promoveerde hij naar de Amerikaanse PGA Tour.
In 2006 won hij met Jerry Kelly de Franklin Templeton Shootout in Florida. Het toernooi wordt erkend door de PGA Tour maar het prijzengeld telt niet mee voor de FedEx Cup. Nadat hij in 2008 de Bill Hill Invitational had gewonnen, stond hij enige tijd in de top-30 van de wereldranglijst.
In 2008 won hij de Australian Masters door Marcus Fraser in de 3-holes play-off te verslaan. De Masters maakte toen ook deel uit van de Europese PGA Tour 2009. De jaren daarna waren moeizaam, hij speelde enkele toernooien op de PGA Tour en op de Web.com Tour. In 2015 won hij, kort na het overlijden van zijn vader, daar de BMW Charity Pro-Am met Kelly Kraft, waardoor hij weer in de top-200 van de wereldranglijst kwam.
Op 5 november won Pampling het Shriners Hospitals for Children Open, waarmee hij zijn derde titel op de PGA Tour won.

## Gewonnen

### Australaziatische Tour
- 1999: Canon Challenge
- 2008: Sportsbet Australian Masters (-12)

### PGA Tour
- 2004: The International
- 2006: Bay Hill Invitational
- 2016: Shriners Hospitals for Children Open

### Web.com Tour
- 2015: BMW Charity Pro-Am (-25)

### Europese Tour
- 2009: Sportsbet Australian Masters (-12)

### PGA Tour Champions
- 2021: Boeing Classic[4]
- 2023: SAS Chamionship[5]

### Elders
- 2006: Merrill Lynch Shoutout in Florida

## De Majors
In totaal speelde hij 26 keer mee in een Major en haalde hij 13 keer de cut. 
In 1999 deed hij voor de eerste keer mee aan het Brits Open. Het werd gespeeld op de Carnoustie Links en hij was de enige speler die par speelde. De score voor de tweede ronde was echter 86, waardoor hij toch de cut miste. Hij speelde het Open weer in 2004 en haalde toen zijn beste resultaat, een gedeeld 27ste plaats.
In 2014 werd hij runner-up bij het Australisch Open waardoor hij zich kwalificeerde voor deelname aan Brits Open in 2015.
| Tournament            | 1999 | 2000 | 2001 | 2002 | 2003 | 2004 | 2005 | 2006 | 2007 | 2008 | 2009 | 2010 | 2011 | 2012 | 2013 | 2014 | 2015 |
| --------------------- | ---- | ---- | ---- | ---- | ---- | ---- | ---- | ---- | ---- | ---- | ---- | ---- | ---- | ---- | ---- | ---- | ---- |
| Masters Tournament    | =    | =    | =    | =    | =    | =    | T5   | T16  | T37  | =    | =    | =    | =    | =    | =    | =    | =    |
| U.S. Open             | =    | =    | =    | =    | MC   | =    | MC   | T32  | MC   | T14  | MC   | =    | =    | 70   | =    | MC   | =    |
| The Open Championship | MC   | =    | =    | =    | =    | T27  | T78  | T35  | T27  | MC   | MC   | =    | =    | =    | =    | =    | MC   |
| PGA Championship      | =    | =    | =    | =    | T14  | T55  | MC   | MC   | T42  | MC   | MC   | =    | =    | =    | =    | =    |      |